# Bill Justis
Bill Justis, geboren als William Everett Justis jr. (Birmingham, 14 oktober 1926 - Nashville, 15 juli 1982) was een Amerikaanse saxofonist, orkestleider, songwriter, arrangeur en muziekproducent.

## Biografie
Justis groeide op in Memphis en studeerde daar muziek aan het Christian Brothers College en aan de Tulane University in New Orleans. Hij leerde trompet en saxofoon spelen en trad al tijdens zijn studietijd samen op met jazzbands en bij dansevenementen. In Memphis ontmoette hij Sam Phillips, de eigenaar van Sun Records. Deze stelde Justis te werk als arrangeur, die o.a. meewerkte bij de producties van platen van Johnny Cash en Jerry Lee Lewis.
In 1957 formeerde Justis een eigen orkest, waarbij hij de tenorsaxofoon speelde en waarbij daarnaast twee gitaristen, een bassist, een pianist en een drummer betrokken waren. In juni 1957 werd met het orkest in de Sun-studio's de eerste single Raunchy / The Midnight Man geproduceerd. Ze werd uitgebracht door Phillips International onder Bill Justis and His Orchestra. Het door Justis in samenwerking met Sid Manker gecomponeerde instrumentale nummer Raunchy ontwikkelde zich tot een internationale hit.
Bij het Amerikaanse muziektijdschrift Billboard plaatste het nummer zich in de r&b-hitlijst op positie 1, de Billboard Hot 100 op positie 2 en de countrycharts op positie 6. In Canada plaatste Raunchy zich op de nummer 1-positie, in het Verenigd Koninkrijk op positie11. Talrijke orkesten haalden het nummer in hun repertoire, waaronder Billy Vaughn, Ernie Freeman en Bill Black. Ook op de tweede single bij Phillips Int. verschenen in 1958 twee door Justis gecomponeerde nummers. Het nummer College Man plaatste zich eveneens in de Hot 100 op positie 42. De beide succesnummers overtuigden Phillips in 1858 om een eerste lp met Bill Justis uit te brengen. Met de vocale song The Ways of a Woman in Love schreef Justis in 1958 een verder succesnummer, dat werd gezongen door Johnny Cash en zich plaatste in de countryhitlijst op positie 2 en de Hot 100 op positie 24.
Tot 1959 stond Justis bij Sun als arrangeur en bij Phillips met zijn orkest onder contract. Daarna kwam het bij Sun tot onregelmatigheden en richtte Justis met Play Me zijn eigen label op, waarbij hij twee zelf bespeelde singles uitbracht. Na twee jaar werd het label opgedoekt. In 1963 ging Justis naar Nashville, waar hij bij Mercury Records een contract als arrangeur en producent kreeg. Daar werkte hij o.a. met Ray Charles, Roy Orbison en Bobby Vinton. Hij zelf kreeg bij het sublabel Smash Records de mogelijkheid om verder zijn eigen orkestopnamen uit te brengen.
In 1966 probeerde Justis om zich in Los Angeles als filmmuzikant te bewijzen. Hij had daarmee geen succes en keerde in 1972 terug naar Nashville. Daar kreeg hij van filmproducent Jack Clement de mogelijkheid om de muziek te schrijven voor de film Dear Dead Delilah. Verdere filmmuziek volgde in 1977 voor Smokey and the Bandit en in 1978 voor Hooper. In 1981 leverde hij met zijn orkest de filmmuziek voor de film Take This Job and Shove It.

## Discografie

### Singles
Phillips Int.
- 1957: Raunchy / The Midnight Man
- 1958: College Man / The Stranger
- 1958: Wild Race / Scroungie
- 1958: Cattywampus / Summer Holiday
- 1958: Somehow Without You / The Picture
- 1958: Bop Train / String Of Pearls-Cha Hot Cha
- 1959: Flea Circus / Cloud Nine

Play Me
- 1959: Sloochie / Teensville
- 1960: Blowing Rock / Boogie Woogie Rock

Smash
- 1963: Tamoure / I'm Gonna Learn To Dance
- 1963: Sunday In Madrid / Satin And Velvet
- 1964: Lavendar Sax / Fia, Fia
- 1964: How Soon? / Ska-Ha
- 1965: Alley Cat / Green Onions
- 1965: The Last Farewell / Late Game

Monument
- 1966: So Until I See You / Yellow Summer
- 1976: Sea Dream / Touching, Feeling, Dreaming

Bell
- 1970: Electric Dreams / Dark Continent Contribution

MCA Records
- 1977: Foxy Lady / Orange Blossom Special

### Albums
- 1958: Cloud Nine (Phillips Int.)
- 1962: Alley Cat - Green Onions (Smash)
- 1963: Telstar - The Lonely Bull (Smash)
- 1963: Cast Your Fate to the Wind (Smash)
- 1963: Tamouré Pipeline (Smash)
- 1964: 12 Other Instrumental Hits (Smash)
- 1964: Dixieland Folkstyle (Smash)
- 1965: More Instrumental Hits (Smash)
- 1966: A Taste Of Honey / The In Crowd	(Smash)
- 1967: The Eternal Sea	(Monument)
- 1969: Voices in Love (Monument)
- 1969: Raunchy	(Sun Int.)

- Biblioteca Nacional de España: XX984634
- Bibliothèque nationale de France: cb140432940 (data)
- Gemeinsame Normdatei: 134421132
- International Standard Name Identifier: 0000 0001 1556 7745
- Library of Congress Control Number: no92010257
- MusicBrainz: 97109b17-78fd-4425-808a-bde0a027f19d
- Nationale Bibliotheek van Tsjechië: xx0089644
- Nationale Bibliotheek van Israël: 987007317414405171
- Nederlandse Thesaurus van Auteursnamen: 071417915
- Virtual International Authority File: 46962233
- WorldCat: E39PBJhhq4XBFYhXFKC7T7gh73